# Segesvár magyar művelődési élete
Ez a szócikk Segesvár magyar irodalmi és művelődési életéről szól.
A több mint 700 éves, szászok alapította városban a magyarok csak a 19. század második felében és főképp a Székelyföldről kezdtek letelepedni, amikor az ipari forradalom, a kereskedelem és a vasútépítés következtében megbomlott az addig hagyományosan zárt szász közösség.

## 1918 előtt
1876-ban Segesvár lett Nagy-Küküllő vármegye székhelye, s ekkor a vármegyei közigazgatásba számos magyar tisztviselő került. Ebben az időben a református egyházközség annyira megerősödött, hogy Alpár Ignác tervei szerint 1888-ban templomot építettek; egy évtizeddel később, 1898-ban a római katolikusok építették fel a várban lévő régi templomuk helyén a mostanit, ők különben már 1867-ben felekezeti elemi iskolát létesítettek – a reformátusoknak ez csak az első világháború után, 1921–22-ben sikerült.
A helyi magyar művelődési élet serkentői kezdettől fogva a magyar tanítók és a lelkészek voltak, akik színjátszó csoportok, énekkarok, szavalóversenyek szervezésével, ünnepségek rendezésével igyekeztek anyagilag is segíteni iskoláikat.
Az 1850-es évek osztrák népszámlálása még mindössze 382 magyart regisztrált a városban (az akkori lakosság 5,3%-át), 1898-ra azonban ez a lélekszám már meghaladta a 2000-et (az akkori lakosság 22%-át). Ebben az évben szervezte meg Balázs Imre református lelkipásztor a Magyar Polgári Kört (a későbbi Kaszinót, amelynek jeles elnökei voltak Balázs Imre és Gábos István), s ez rövidesen nagy kölcsönkönyvtárat is létesített, színjátszó csoportot, vegyeskart szervezett (szintén 1898-ban), és megalakulásától (pontosabban 1899-től, a segesvári csata 50. évfordulójától) kezdve mint az évenkénti fehéregyházi Petőfi-emlékünnepségek szervezője, gazdája, szerepet játszott az erdélyi Petőfi-kultusz ápolásában is.

## 1918–1940 közt
Erdély Romániához csatolása után – a vármegyei köztisztviselői kar eltávozásával – jórészt értelmiség nélkül maradt a segesvári magyarság, amelynek művelődési igényeit szinte teljesen az 1929-ben 209 tagot számláló Polgári Kör igyekezett kielégíteni. Saját székházában színpadot alakított ki, szavalóversenyeket, irodalmi esteket, színielőadásokat szervezett (emlékezetes előadásaik: a Nagymama, Sárga rózsa, A falu rossza, A betyár kendője, János vitéz, Titanic keringő); a háborús események során megfogyatkozott állományú könyvtárában 1929-ben még mindig több mint félezer kötet várta az olvasókat. A két világháború között gyakran megfordultak a városban a kolozsvári magyar színház és a Marosvásárhelyen székelő társulat művészei.
Az irodalmi-művelődési élet egyik lelkes szervezője abban az időben a Polgári Kör titkára, Rácz Andrássi Sándor költő és író volt, akinek Árva Julcsa című népszínművét nem csak helyi szinten játszották nagy sikerrel, hanem 1938-ban a budapesti Nemzeti Színházban is bemutatták. Jelentős közírói tevékenységet folytatott az 1930-as években Tóth Lajos református lelkész (1936–40 között a Székely Alkalmazottak Társaságának helyi elnöke) is; ő 1937 nyarán, a kaszinó védnöksége alatt Magyar Élet címmel független hetilapot indított, amely a környékről nagyszámú külső munkatársat tömörített, s eljutott a Küküllő-vidék minden magyarlakta falujába. A lap mindössze egy évet élt: 1938-ban, a királyi diktatúra bevezetésekor szűnt meg. Ezenkívül az 1930-as években egyetlen helyi magyar nyelvű sajtótermékről van tudomásunk: Gáspár Jenő társulata Színházi Élet címmel (keltezés nélkül) jelentetett meg alkalmi lapot, minden bizonnyal segesvári vendégszereplése alkalmából. Segesváron a két világháború között működött egy magyar nyomda is (a Márkus Nyomda), amelyben összesen 7 magyar nyelvű könyv készült – ezek közül az egyetlen irodalmi jellegű Hegyi Mózes brăilai lelkész Rózsát dobál a lelkem c. verskötete (1930). De készültek magyar nyelvű könyvek F. J. Marcus nyomdájában is (pl. Debreczeni László Erdélyi református templomok c. albuma 1929-ben). Itt tanított a román líceumban Török Zoltán geológus, a Bolyai Tudományegyetem későbbi professzora, aki abban az időben az iskola román nyelvű értesítőiben közölte szakdolgozatait.
Már az 1860-as évek végétől különleges szerepet játszott a város magyar művelődési életében a Petőfi-kultusz. 1867-ben indult el, héjjasfalvi fiataloktól, a kezdeményezés egy Petőfi-emlék felállítására, de csak a millenniumi ünnepségek időszakában, 1897-ben leplezhették le a várban a költő Köllő Miklós szobrász által alkotott egész alakos szobrát, Fehéregyháza határában (a Haller Lujza által adományozott telken) pedig a honvéd-emlékművet. Az 1899-es országos ünnepségen Jókai Mór is jelen volt, s itt, szavalat közben halt meg E. Kovács Gyula színművész. A helyi Petőfi-kultusz indította Heinrich Melas szász költőt is Petőfi verseinek tolmácsolására.
A két világháború között Segesvár magyarságának életében kiemelkedő események voltak a hagyományos július végi Petőfi-ünnepségek, köztük a legelső és legnagyobb horderejű (mintegy tízezer főt megmozgató) már 1922-ben, amikor Josef Bacon fordításában németül is elhangzottak a költő versei. Később az ünnepségeket országos dalosversenyekkel kapcsolták össze: 1924-ben 54 erdélyi kórus vett részt a versenyen, 1939-ben az ünnepség előkészítésében Tamási Áron is részt vett, az előző évi vásárhelyi találkozó szellemében Balogh Edgár és Józsa Béla is koszorúzott. Az ünnepségeken több alkalommal is megjelentek kiváló erdélyi szavalóművészek (György Dénes, Tessitori Nóra), akiknek előadásai emelték a város magyar szellemi életének színvonalát is. A királyi diktatúra bevezetése után a Romániai Magyar Népközösség volt az a keret, amely (egészen a bécsi döntésig) biztosította valamelyest a magyar művelődési rendezvények megtartását.

## 1940–1989 között
1940 után a magyar művelődési tevékenység teljesen megbénult, s csak a második világháború után, a Magyar Népi Szövetség keretében éledt újra. Ekkor kapott új lendületet a műkedvelő színjátszás, amelyben Rácz Andrássi Sándor mellett Sándor Béla tisztviselő és Murvai Samu törvénybíró vállaltak rendezői szerepet. Egy időre, főképp az 1848-as forradalom centenáriumának éveiben, 1948–49-ben, új tartalmat kaptak a Petőfi-ünnepségek is: ekkor állították fel a Várban az 1920-ban lebontott és Kiskunfélegyházára átköltöztetett, Köllő Miklós alkotta Petőfi-szobor helyett Romulus Ladea Petőfi-mellszobrát.
Kós Károly elkészítette a fehéregyházi honvédemléket övező kertbe egy művelődési ház (azóta is megvalósításra váró) tervét. 1948-ban jelen volt az ünnepségen Illyés Gyula, 1949-ben pedig, ünnepi szónokként, Eugen Jebeleanu. 1956 nyarán, a fehéregyházi csatatér körzetében román–magyar régészeti ásatások indultak Petőfi hamvainak megtalálására vagy legalább eleste pontos helyének meghatározására. Évente neves írók, szerkesztők, irodalomtörténészek részvételével magas színvonalú szimpóziumokra kerül sor. Az 1950-es évek végére azonban megbénult úgyszólván minden, annak ellenére, hogy ezt az időszakot a mezőgazdaság kollektivizálása miatti tömeges székelyföldi betelepülés jellemzi, amikor Segesvár magyarságának lélekszáma – az egyházi adatokat véve alapul – legalábbis a kétszeresére növekedett. Ebben az időszakban néhány lelkes magánember (mint Ajtay Gecse Viktor) próbálkozott csupán az egykori Petőfi-szobor talapzatából megmaradt kövekből szerény emlékjeleket állítani a sárpataki hídnál, illetve az Ispán-kútnál, a hatóságok folytonos zaklatása közepette.
1960-ban jelentős esemény a város magyar életében, hogy Kiss Dénes tanfelügyelőnek és munkatársainak sikerült az 1. sz. Líceumban magyar tagozatot szerveznie, az első évben 31 tanulóval. (1999-ig ezen a tagozaton 39 évfolyamon 1178 tanuló végzett, közülük 349 főiskolán, 263 technikumban folytatta tovább tanulmányait.) A magyar tagozatra került tanárok segítségével beindult a Szabadegyetem: kezdetben Kiss Irén és Gál Barna, majd Farkas Miklós vezetésével, kéthetente megrendezett előadásain az akkori erdélyi magyar irodalmi és tudományos élet számos jelentős képviselője szólalt meg vendég-előadóként. Újraindult és minőségi színvonalra emelkedett a régi hagyományokra visszatekintő műkedvelő színjátszás is: mintegy 15 évig Szentannai Mózes, majd Gál Barna irányításával, a városi Művelődési Otthon keretében működő Népszínház magyar tagozataként tartották előadásaikat, nem csak a város, hanem a környékbeli és székelyföldi falvak színpadain is. A műkedvelő színjátszók (a Csiszér család, a Jakabházi, Nagy és Szántó házaspár, Dudás Margit, Engel Mária, Pálhegyi Mária, Máthé András) az előadott darabokkal, valamint klasszikus és kortárs költők verseiből szervezett szavalóműsorokkal jelentős szerepet vállaltak az irodalmi érdeklődés ébrentartásában. A műkedvelő csoportok 10. országos versenyének megyei szakaszát Segesváron tartották (erre az alkalomra 1981. márc. 15-i számának mellékleteként a marosvásárhelyi Vörös Zászló magyar nyelvű melléklapot jelentetett meg, Hódolat a Pártnak címmel).
1981-ben a Kriterion Könyvkiadó gondozásában megjelent Dávid László segesvári református lelkész nagy formátumú, gazdagon illusztrált könyve: A középkori Udvarhelyszék művészeti emlékei. A szerző, a szabadegyetem meghívására, számos vetített képes előadáson beszélt nem csak e könyvről, hanem további kutatásaira alapozva, Segesvár környéke középkori művészetének más megmaradt emlékeiről is.
1969-ben ismét nagyszabású Petőfi-ünnepségek színhelye volt Segesvár és Fehéregyháza. A vendégek között ott voltak a magyar és a román írószövetség elnökei, Darvas József és Zaharia Stancu, elkészül és ünnepélyes felavatásra került a Fehéregyháza melletti Ispán-kútnál a Hunyadi László alkotta Petőfi-emlékmű, s ez a közeli honvédemlékművel együtt a következő időszakban a segesvári és környékbeli magyarság életében megismétlődő nevezetes események színhelye lesz, egészen az 1980-as évekig, amikor a mind agresszívebbé váló nacionalista kommunista diktatúra minden magyar jellegű rendezvényt megbénított.

## 1989 után
A Ceauşescu-diktatúra 1989 decemberi bukása után alig néhány nappal (1989. december 26-án) megalakult a Romániai Magyar Demokrata Szövetség segesvári szervezete, 1990. november 17-én a fehéregyházi Petőfi Sándor Művelődési Egyesület (PSME, alapító elnöke Gábos Dezső, tiszteletbeli elnöke Kányádi Sándor), amelynek célkitűzései között a fehéregyházi–segesvári hagyományos emlékünnepség megszervezése mellett ott szerepelt egy dokumentum-súlypontú időszaki kiadvány megjelentetése is, amely azóta az egyesület titkárának, Máthé Attilának a szerkesztésében, Fehéregyházi Emlékeztető címmel meg is valósult. A PSME volt a kiadója Máthé Attila Fehéregyháza története c. gazdagon illusztrált kötetének is, amelyben a szerző tág teret szentelt Petőfi fehéregyházi tartózkodása és a helyi Petőfi-ünnepségek történetének. A PSME több országos Petőfi vers- és prózamondó versenyt szervezett, amíg erre anyagi lehetőség volt. Ezek sorából emelkedik ki az 1993-as, a költő születésének 170. évfordulóján. 2001-ben, Szabó József akkori alelnök fáradozásainak eredményeként, az Illyés Közalapítvány támogatásával saját székházhoz jutott az egyesület a fehéregyházi Petőfi-emlékház közvetlen közelében, ahol, az 1998-as évfordulóra külsejében és kiállítási anyagában felújított, Haller Lujza alapította 1848-as Múzeummal és Emlékházzal és az emlékművet övező parkkal együtt az évenkénti Petőfi-ünnepségek új központja van kialakulóban.
1993 májusában megalakult az EMKE segesvári városi szervezete is, amelynek elnöke előbb Farkas Miklós, 1995 óta Jakabházi Béla. Ennek keretében folytatódtak a szabadegyetemi előadások, s alakult újra – hosszú évekig tartó szünet után – a város vegyes kórusa.
Számottevő eredmény a magyar közösség életében a Mircea Eliade nevét viselő gimnázium magyar tagozatának volt diákjai és tanárai által 1993-ban létrehozott Gaudeamus Alapítvány, amely elsősorban a környék jó tanulmányi eredményeket elért, rászoruló tanulóinak anyagi támogatását tűzte ki céljául. Ez ma már egy 50 diáknak szállást és étkezést biztosító kollégiumot működtet, s a diákság művelődési életét fellendítő népi együttes, valamint egy Kikerics nevű néptáncegyüttes számára jelent keretet. Ez utóbbi jelenleg az óvodás kortól a középiskoláig mintegy 150 gyermek tevékenységét fogja össze, öt együttesben, Kiss Edit és Borbély Kiss László tanárok irányításával. Az együttes csoportjai számos Segesvár környéki falvakban, szórványtelepüléseken is felléptek, s részt vettek hazai és magyarországi táncháztalálkozókon is. A gimnázium diákjai 1991–93 között Kobak címmel diáklapot is jelentettek meg. A Gaudeamus Alapítvány 3000 kötetes könyvtára a diákság olvasási kedvét hivatott segíteni.
1994. március 15-én indult, a segesvári és medgyesi magyar értelmiség összefogásából, és a dévai Corvin Magazin Rt. anyagi támogatásával, a Nagy-Küküllő c. közéleti lap. Főszerkesztője Iszlai László (Medgyes), társszerkesztők Medgyesről Balázs Béla, Csiki Attila, Gazdag Sándor, Kiss Károly, Szabó M. Attila, Segesvárról Domokos Anikó, Jakabházi Béla, Máthé Attila és Tóth János. Ez a lap 1997-ig szolgálta a közönség érdeklődését, akkor anyagiak miatt megszűnt.
Segesvár magyar szellemi életét néhány itt élő jeles kutató és irodalmár gazdagította. Dávid László (1932–2007) mellett, aki közel 40 éven át volt a segesvári református egyházközség lelkipásztora, az újságírás és a szépirodalom segesvári művelője volt Máthé András, aki 1957–90 közötti kényszerű hallgatása ellenére több mint 300 cikket publikált hazai lapokban. 1998-ban közölte visszaemlékezéseit az Antonescu-korszakra (Dél-Erdélyben rekedtünk), szerkesztett segesvári turistakalauzt, foglalkozott a segesvári magyarság történetével. Ez utóbbi munkáját sajnos tragikus halála miatt nem fejezhette be. Itt dolgozik Szentannai Mózes néprajz- és nyelvjáráskutató, aki dolgozataival az EME 1993-as és 1995-ös pályázatain, valamint a budapesti Országos Néprajzi és Nyelvjárási Gyűjtőpályázatokon 1996-ban és 1998-ban nyert díjakat; továbbá Farkas Miklós, több középiskolai matematika tankönyv szerzője.
Segesvár művészetének legjelesebb képviselője Sz. Kovács Géza festő, grafikus, aki a város és a Székelyföld tájait, lakóit ábrázoló alkotásaival 1965 óta több egyéni és csoportos kiállításon vett részt itthon (Segesvár, Kolozsvár, Székelyudvarhely), Magyarországon (Budapest, Hajdúszoboszló, Vác) és a nagyvilágban (Párizs, Lyon, Nancy, stb.).